# 大栅栏
39°53′39″N 116°23′40″E / 39.8941°N 116.3944°E

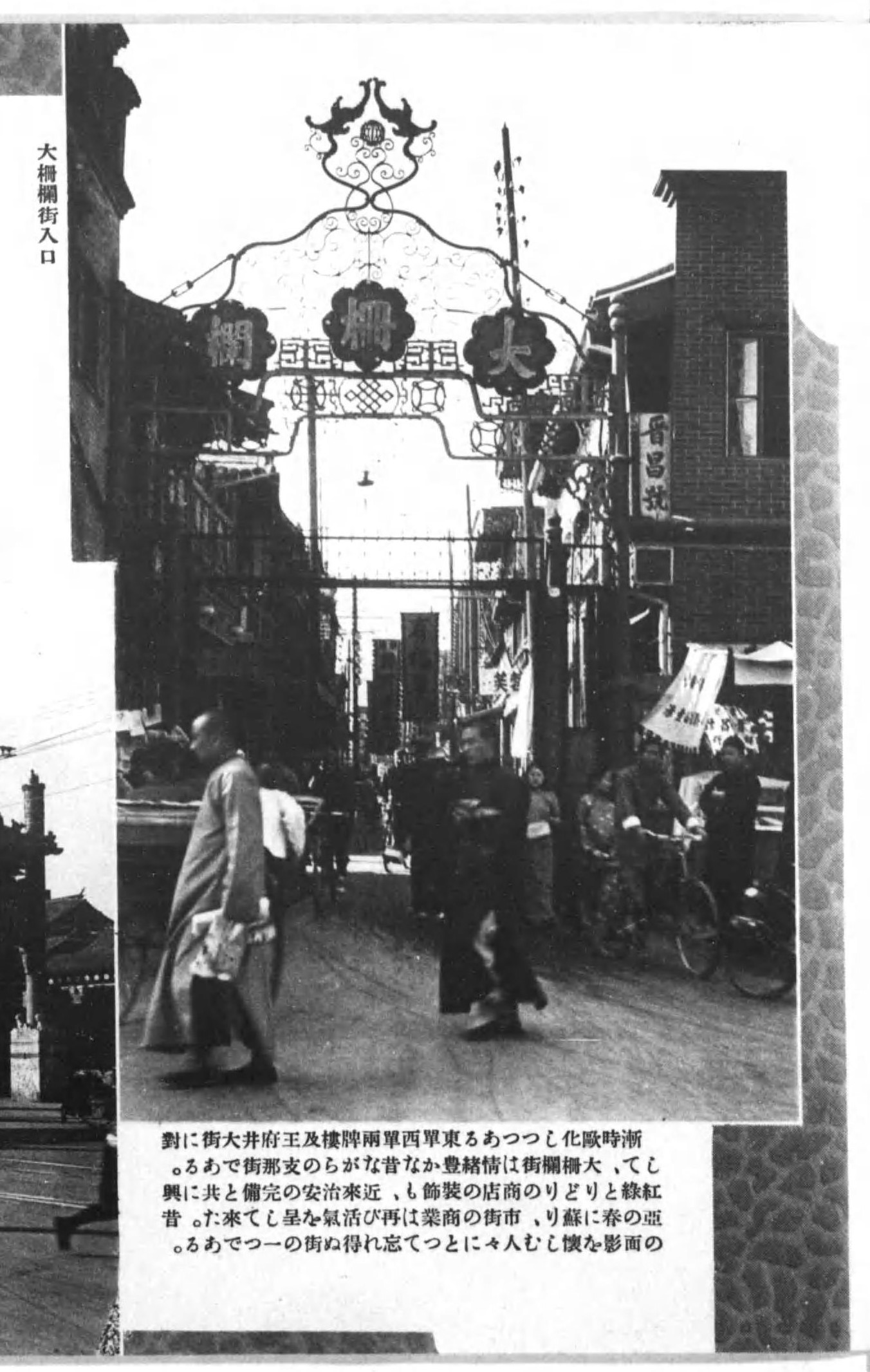
1939年的大栅栏入口

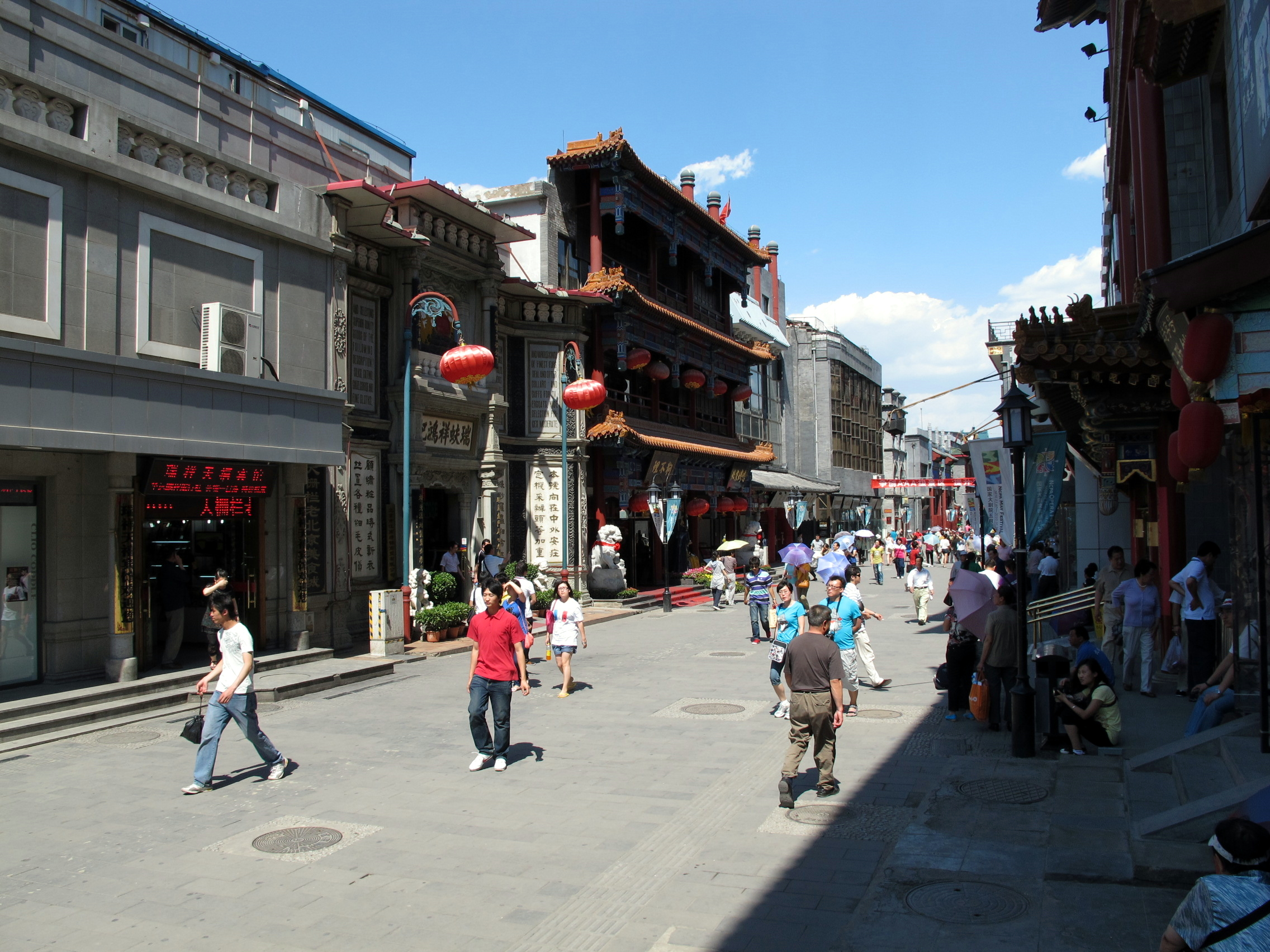
大栅栏為北京前门外一条著名的商业街

大栅栏，是位于北京市西城区中部、前门外的一条商业街，称“大栅栏街”。“大栅栏”也泛指大栅栏街、廊房头条、珠宝市街、煤市街围成的地区。隶属西城区的大栅栏街道便因“大栅栏”而得名。
大栅栏位于天安门广场以南，前门大街西侧，从东口至西口全长275米。现在在大栅栏分布着11个行业的36家商店，平均客流量15-16万人，节假日20多万人。

## 历史
明张竹坡《京师五城坊巷胡同集》中并未收载“大栅栏”这个地名，在前门外路西只有廊房头条、廊房二条、廊房三条和廊房四条，其中的廊房四条就位于现在大栅栏的位置，可见在明朝还没有栅栏这个地名。而所谓的“廊房”指的就是用于临街经营的店面房，由此可见，在明朝虽然没有大栅栏这个地名，但大栅栏所在的位置就已经是一处商贾云集的繁华商业区了。
明弘治元年，为治理京师社会治安，在北京各条街巷门口，设置了木质栅栏，栅栏由所在地点居民出资修建，从此以后直到清朝末年在北京的街道上共修建了一千七百多座栅栏。其中廊房四条的栅栏由商贾出资，格外的大，因而被称为大栅栏，久而久之大栅栏就取代廊房四条成为这条街道的正式名称。
光绪二十五年(1899年)大栅栏发生火灾，木质栅栏被烧毁，从此以后大栅栏只存其名，直到2000年北京市政府又在大栅栏街口修建了铁艺栅栏，真正的栅栏才又回到大栅栏。

## 商号
作为一个有着数百年历史的老商业街，在大栅栏有不少国内外闻名的老字号，如经营中药的同仁堂，经营布匹绸缎的瑞蚨祥，经营帽子的马聚元，经营布鞋的内联升，经营茶叶的张一元，经营酱菜的六必居，此外还有一品斋、步瀛斋、聚顺和、长乘魁等都是拥有百年历史的老字号。
曾经在京城流传顺口溜“头顶马聚元，脚踩内联升，身穿八大祥，腰缠四大恒”以此作为有身份有地位的象征，其中提到的马聚元、内联升、八大祥、四大恒都是大栅栏的商户银号。
除了商号，大栅栏还曾经是京城的一处娱乐中心，历史上曾经有过五个大戏楼：庆乐园、三庆园、广德楼、广和园、同乐园；北京历史上最早的一座电影院——大观楼，也是坐落在大栅栏的。

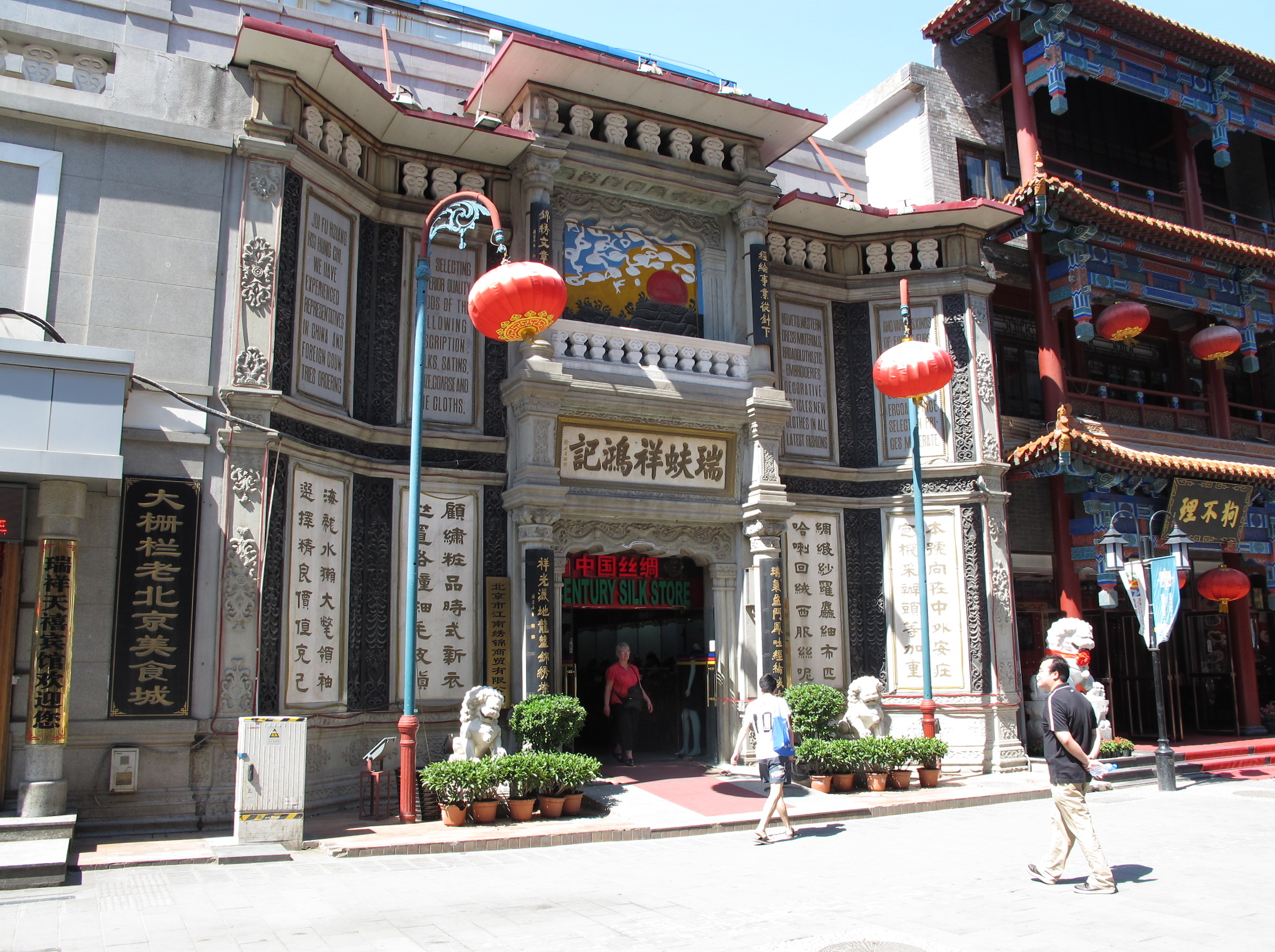
大栅栏经营绸缎布匹的老字號：瑞蚨祥鴻記
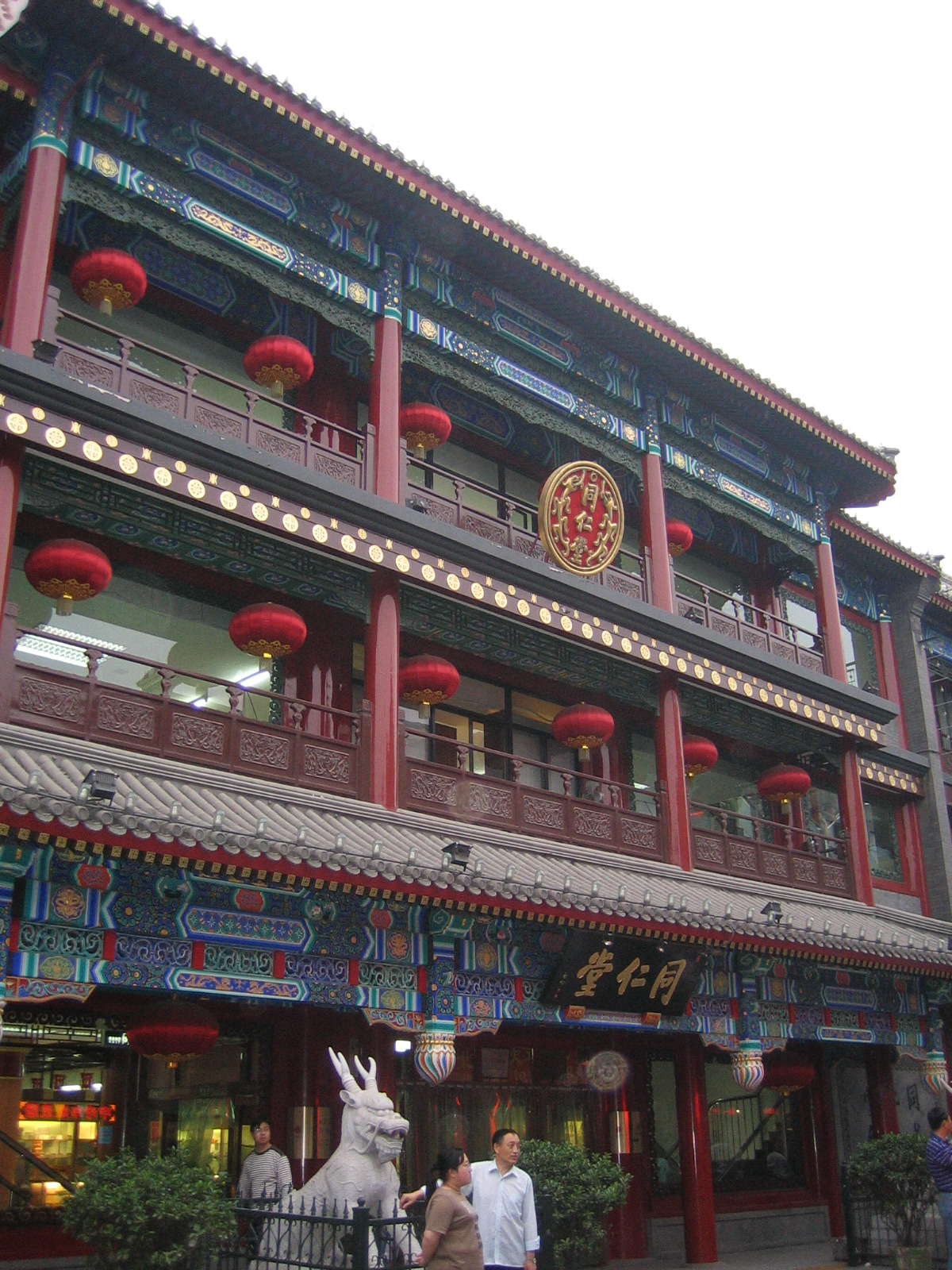
北京大栅栏同仁堂
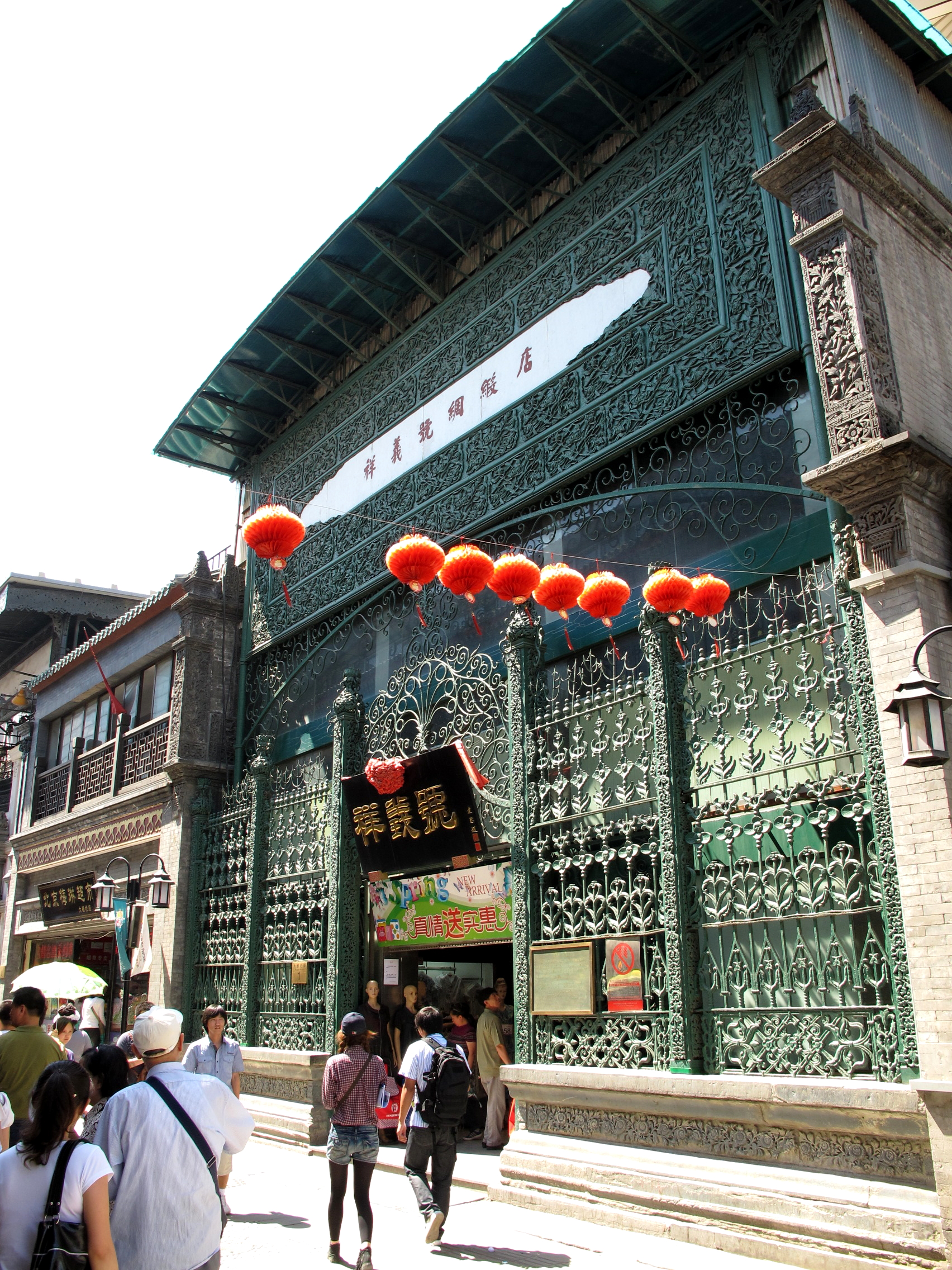
祥義號
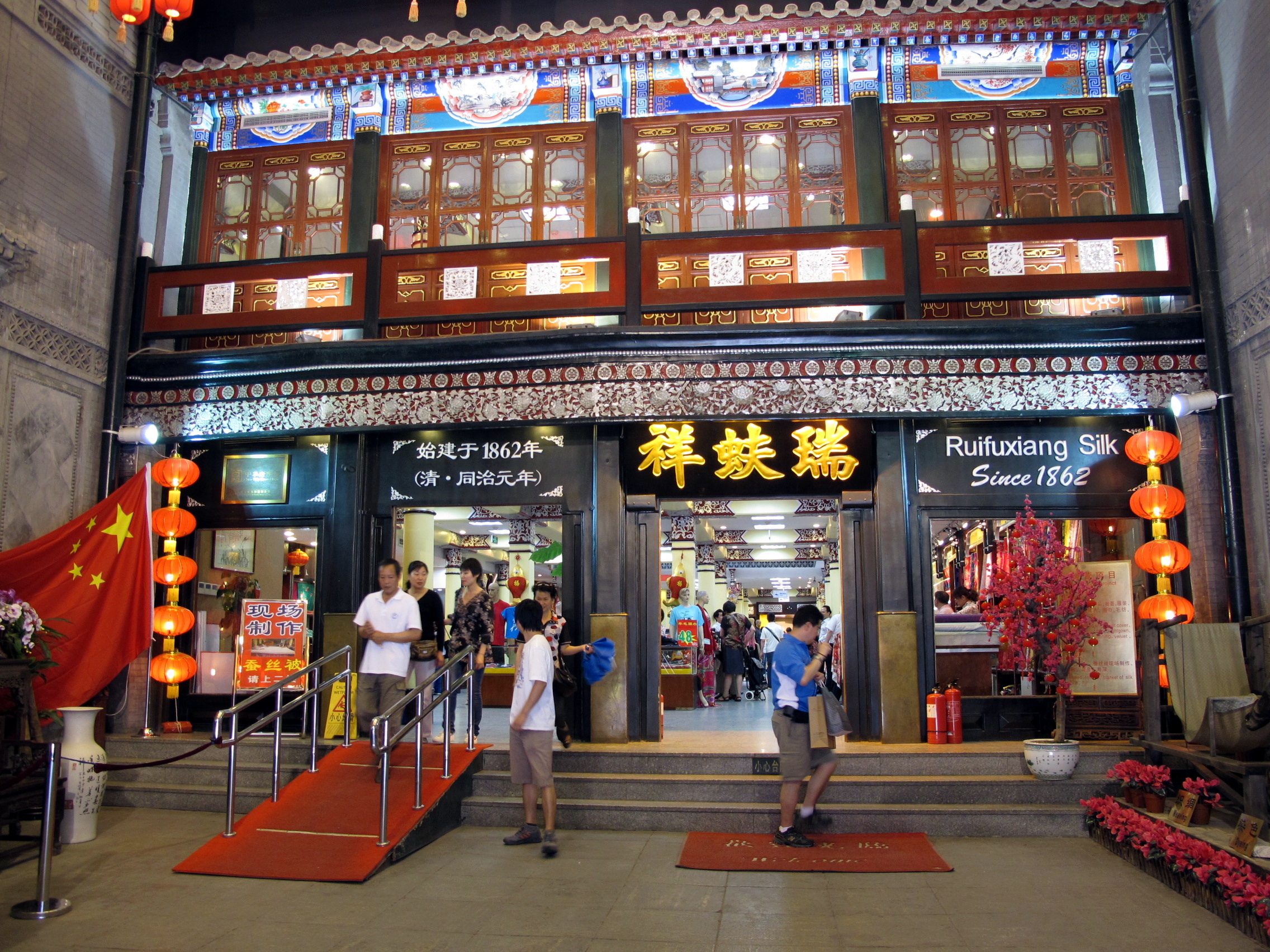
瑞蚨祥絲綢店
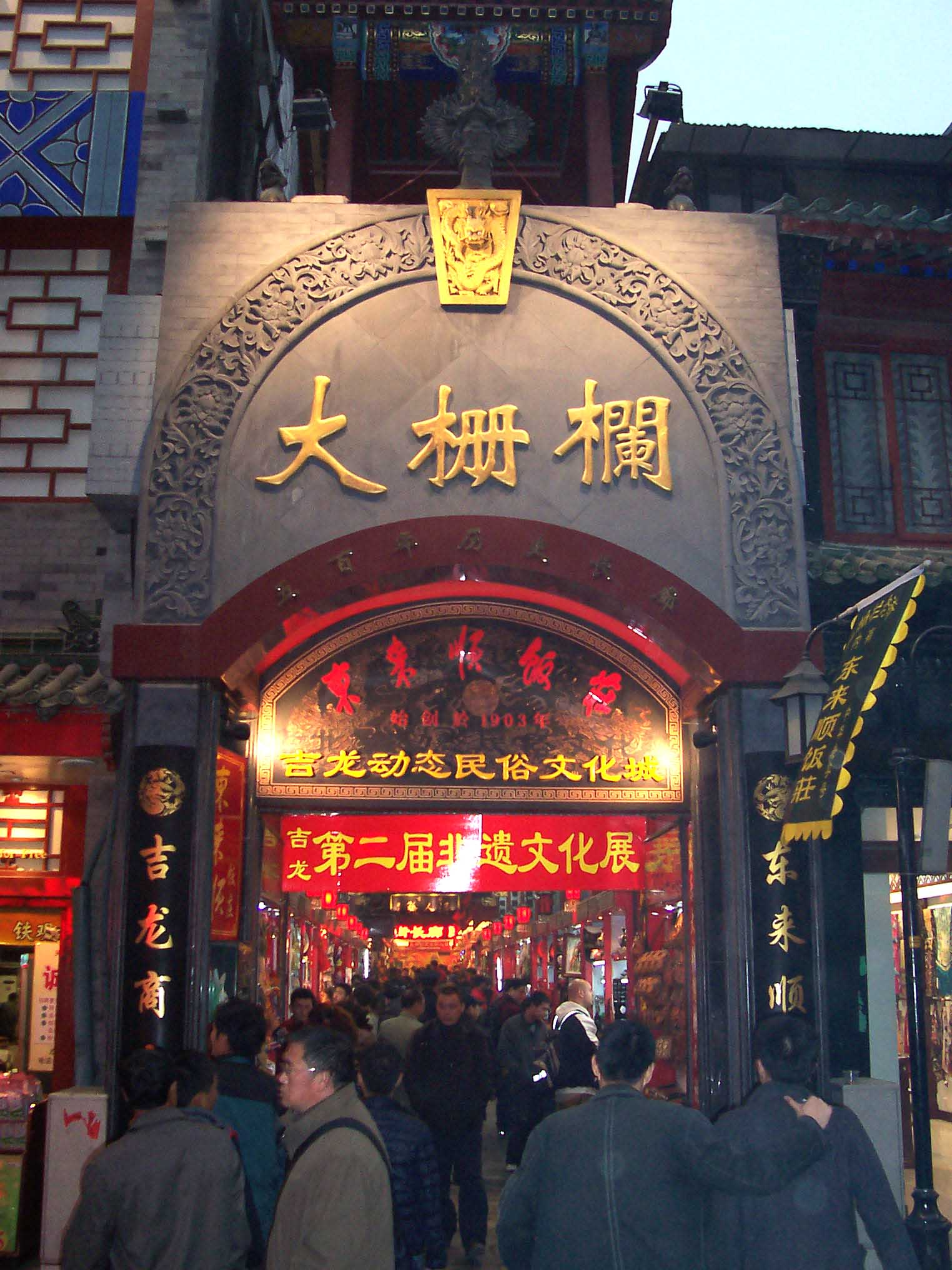
大栅栏
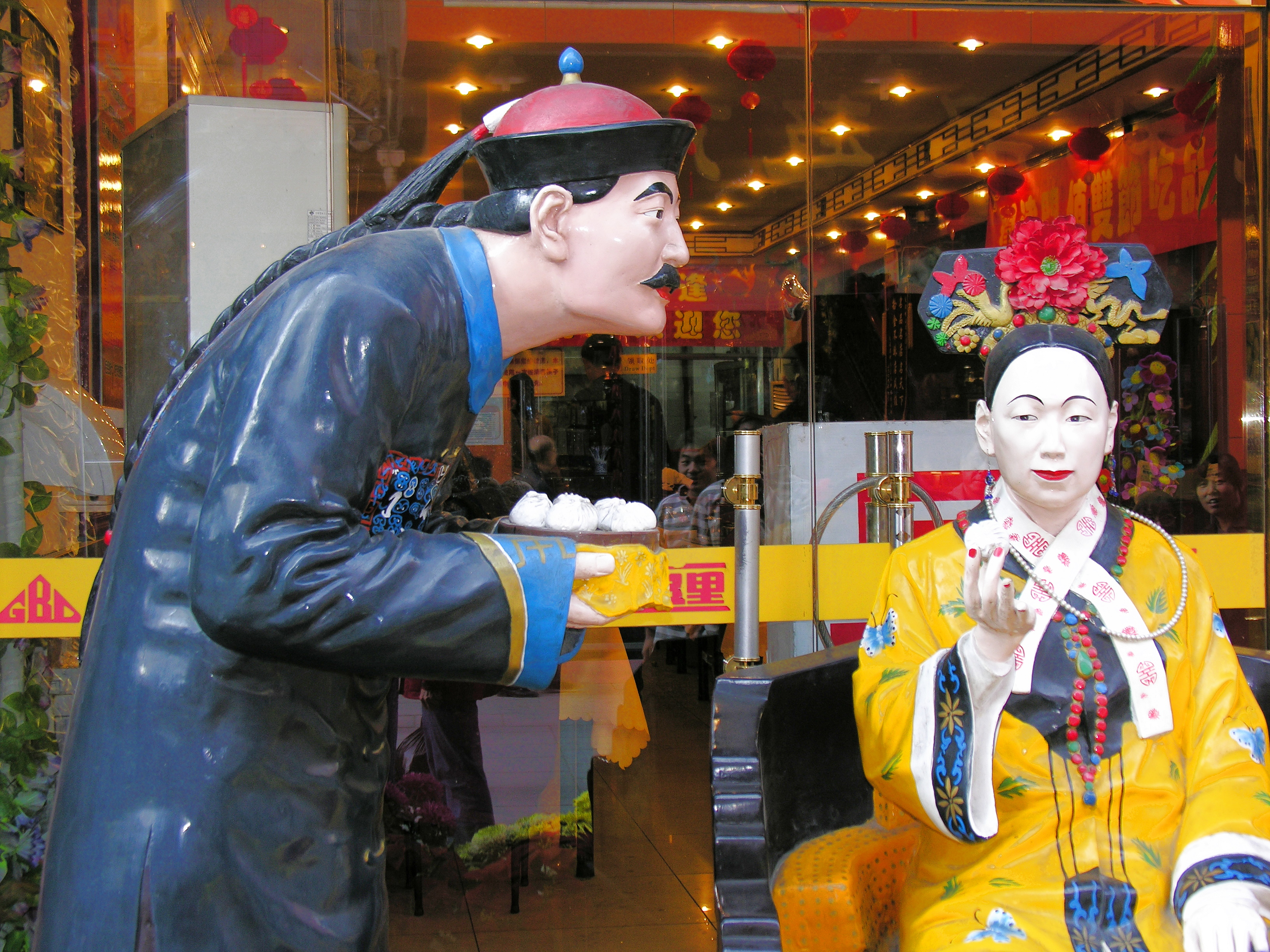
大栅栏街18号大栅栏购物中心1层的狗不理包子(前门店)，门前是袁世凯向慈禧太后献狗不理包子的塑像